# Кумодраж
Кумодраж је месна заједница београдске општине Вождовац. Први писани документи у којим се спомиње Кумодраж сежу у XVII и XVIII век, када се у појединим турским списима помиње Кумодраж као село са свега десетак кућа. У Кумодражу је рођен српски војвода Степа Степановић, учесник ослободилачких ратова од 1876. па све до 1918. године.
У Кумодражу се налази ОШ „Војвода Степа“, као и црква свете Тројице, ФК „Торлак“ и КК „Торлак“. Такође се у Кумодражу налази и Фармацеутски факултет Универзитета у Београду, Институт за имунологију и вирусологију „Торлак“ и Институт за молекуларну генетику и генетичко инжењерство. Кумодраж је подељен на Кумодраж старо село, Кумодраж 1 и Кумодраж 2.
Овде се налази Црква Свете Тројице у Кумодражу.

## Положај
Кумодраж се налази у долини кумодрашког поља и брда Торлак. Налази се на око 9 km удаљености од центра Београда. Кумодраж граничи са насељима Кумодраж 2 на северу, Митрово Брдо на северозападу, Велики Мокри Луг на североистоку, Степин Луг на југоистоку и Јајинци на западу.

## Историја
Кумодраж се у писаним изворима први пут појављује у првом турском попису из 1528. године. И поред недостатка старијих материјалних и писаних историјских извора, није искључена могућност да је Кумодраж постојало и у ранијем периоду, највероватније још у средњем веку.
Старији назив насеља је Куманово. У ратовима 1912-18. погинуло је 122 војника из села, у њихову част је откривен споменик 8. новембра 1924.
Кумодраж се током векова мењао и у на крају у потпуности изгубило карактер села.

## Делови Кумодража
Кумодраж је подељен на Кумодраж старо село, Кумодраж 1 и Кумодраж 2.
Кумодраж 1 обухвата велики део Кумодража. Смештен је на брду Торлак и он граничи са Кумодражом 2 на северозападу, Кумодражом 1 на истоку и са Јајинцима на југозападу. У селу Кумодраж налази се ОШ "Војвода Степа" и црква свете Тројице. Према попису из 2002. у селу Кумодраж је живело 3.228 становника. Кроз село Кумодраж пролазе улице као што су улица Топола,
Јоргована, Гуњак, Калемарска, Земљорадничка, Пролећна, Октобарска, Ружа итд.
Кумодраж старо село се налази на источном делу Кумодража. Он граничи са насељима Велики Мокри Луг на северу, Степин Луг на југу и село Кумодраж на западу. Према попису из 2002. у Кумодражу 1 је живело 1.973 становника и било је 575 домаћинстава. Кроз Кумодраж 1 пролазе улице Ковачка,
Ђурђевданска, Даљска, Михољска, Текеришка, Божићна, Реметинска, Проломска, Врчинска, Убска итд.
У Кумодражу 1 налази се родна кућа војводе Степе Степановића у Врчинској улици бр.1.
Кумодраж 2 се налази на северном делу Кумодража и то је стамбено насеље. Кроз Кумодраж 2 пролазе веће улице као што су улица Војводе Степе и Кумодрашка. Месна заједница и тржни центар налазе се у центру насеља, а ускоро би требало да почне и градња мање амбуланте. Већина деце се школује у насељу Браће Јерковић. Према попису из 2002. овде је живело 3.540 становника.

## Култура
На простору Кумодража налазе се административни центар Удружење за културу, уметност и међународну сарадњу „Адлигат”.
Адлигат обухвата Библиотеку Лазић као једна од најдуговечнијих приватних породичних библиотека,
музејске институције Музеј српске књижевности и Музеј књиге и путовања. Адлигат поседује једну од већих приватних библиотека у Србији и региону, са преко милион библиографских јединица. У оквиру Адлигата налазе се бројни раритетни предмети, експонати, колекције, нарочито књиге направљене од најразличитијих материјала, највећа колекција потписаних односно књига са посветама у Србији, предмети Обреновића,
средњовековни накит, као и засебне тематске колекције на основу историјског периода (Српска револуција, први светски рат, комунизам и многе друге).

## Транспорт
Кроз Кумодраж пролазе следеће линије ГСП-а:
- 25 (Кумодраж 2–Карабурма 2)
- 25П (Кумодраж/Степина кућа/–Миријево 4)
- 33 (Кумодраж–Панчевачки мост)
- 39 (Кумодраж 1–Славија)
- 312 (Велики Мокри Луг - Кумодраж -Велики Мокри Луг)
- 406Л (Вождовац- Земљорадничка улица (Кумодраж)- Бели поток)
- 409 (Вождовац - Јајинци - Кумодраж (улица Ружа) - Вождовац) - кружна линија

и ноћна линија
- 33Н (Кумодраж–Трг Републике)